# Tortellà

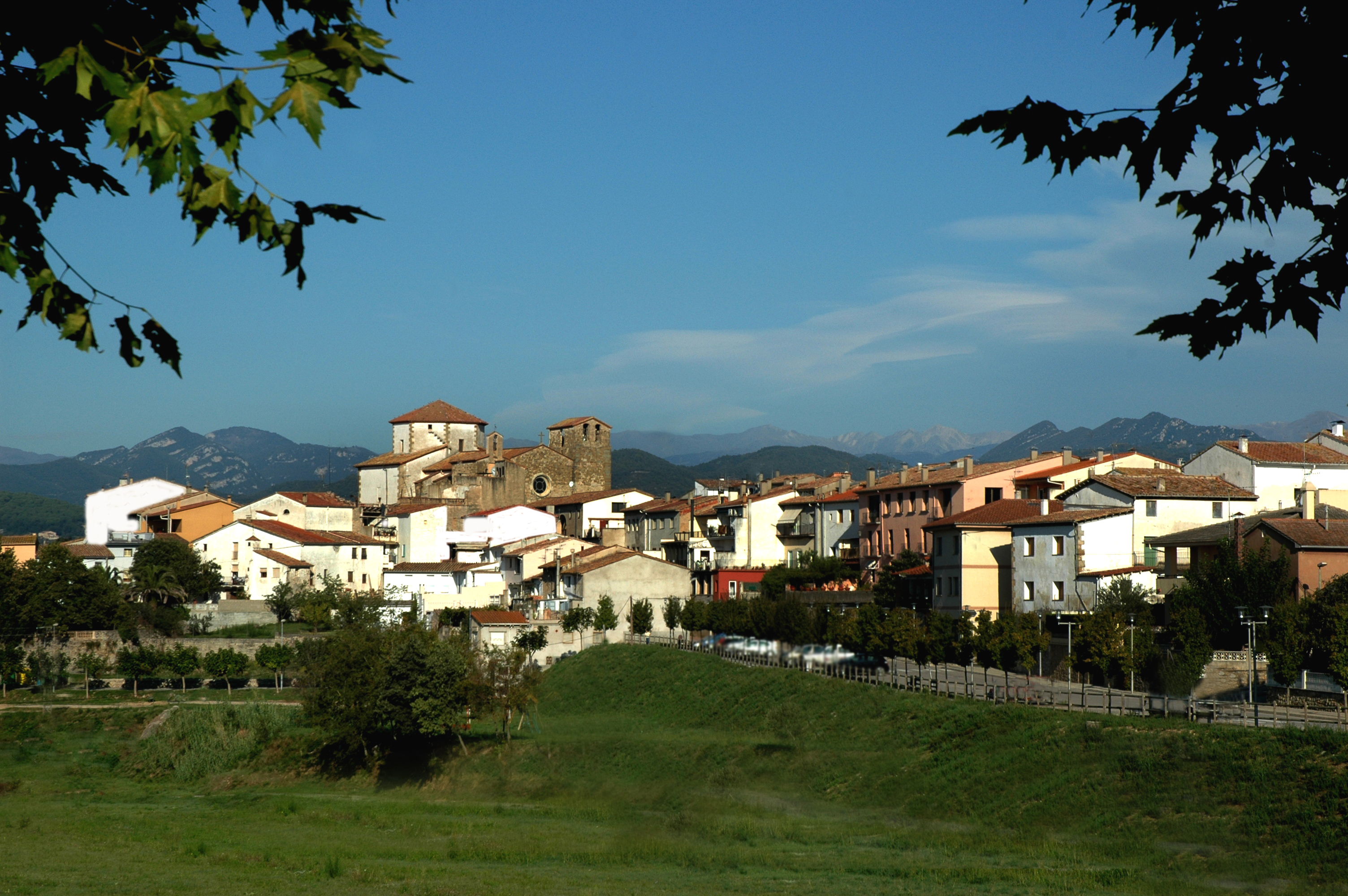
Tortellà

Tortellà is een gemeente in de Spaanse provincie Girona in de regio Catalonië met een oppervlakte van 11 km². Tortellà telt 781 inwoners (1 januari 2016).

## Demografische ontwikkeling
Bron: INE, 1857-2011: volkstellingen